# Бродерсторф
Бродерсторф (нім. Broderstorf) — громада в Німеччині, розташована в землі Мекленбург-Передня Померанія. Входить до складу району Росток. Складова частина об'єднання громад Карбек.
Площа — 34,07 км2. Населення становить 3803 ос. (станом на 31 грудня 2020).